# تابع وانیر

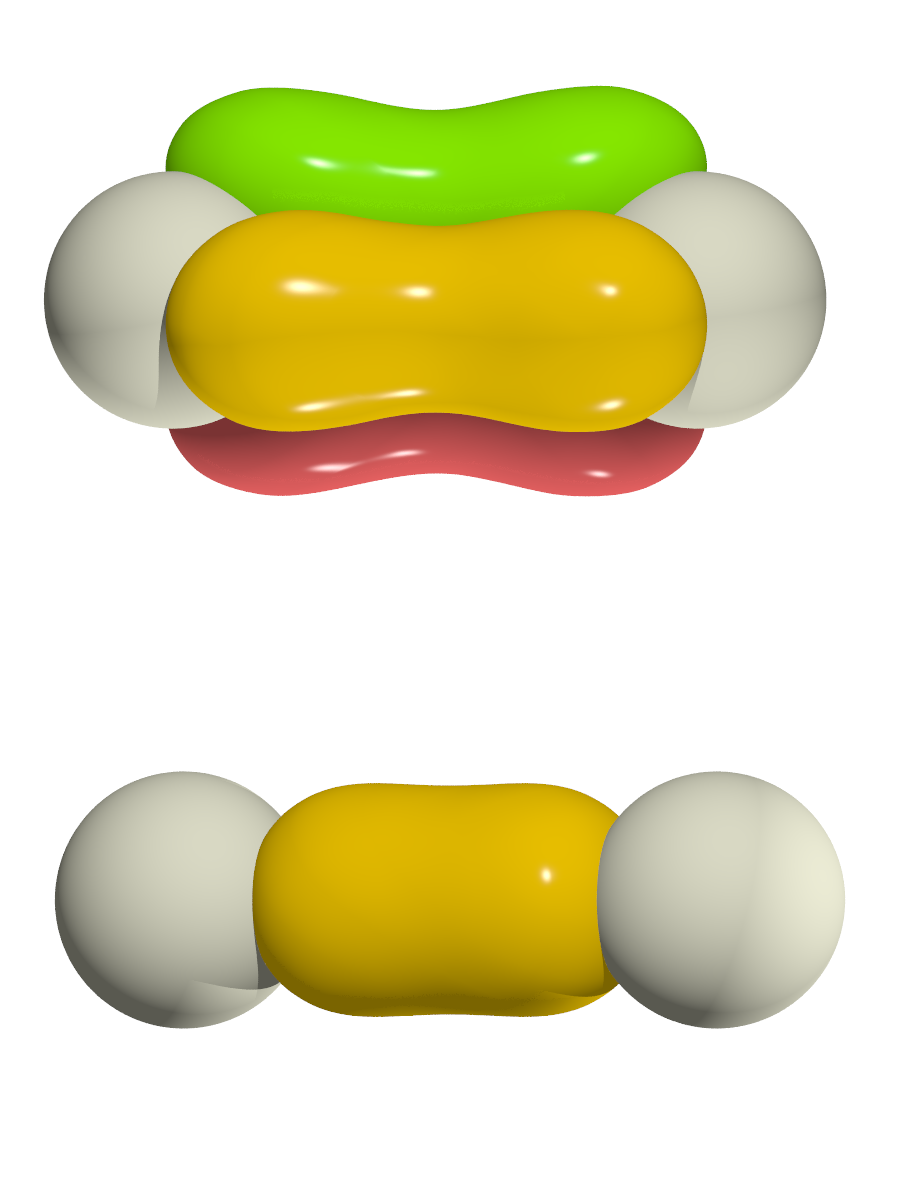
نمایی از ساختار تابع وانیر از دیمرهای نیتروژن‌سه‌گانه و تک‌پیوندی در نیترات پالادیوم.

توابع وانیر (به انگلیسی: Wannier functions) یک مجموعهٔ کامل از توابع جایگزیدهٔ متعامد است که در فیزیک حالت جامد کاربرد فراوان دارد. این توابع توسط گرگوری وانیر معرفی شده‌اند.
توابع وانیر یکتا نیستند و به‌طور منحصربفرد تعیین نمی‌شوند؛ از این رو توابع وانیر بیشینه جایگزیده معرفی شدند.

## تعریف
معمولاً حالت پایهٔ الکترونی یک سیستم تناوبی در تقریبِ ذرهٔ مستقل بر حسب توابع بلوخ توصیف می‌گردد:
{\displaystyle \psi _{\mathbf {k} }(\mathbf {r} )=e^{i\mathbf {k} \cdot \mathbf {r} }u_{\mathbf {k} }(\mathbf {r} )}
که (ukr) دارای دورهٔ تناوب یکسان با کریستال دارد. سپس توابع وانیر به صورت زیر بیان می‌شود:
{\displaystyle \phi _{\mathbf {R} }(\mathbf {r} )={\frac {1}{\sqrt {N}}}\sum _{\mathbf {k} }e^{-i\mathbf {k} \cdot \mathbf {R} }\psi _{\mathbf {k} }(\mathbf {r} )}
که در آن R می‌تواند هر بردار شبکه باشد،N تعداد یاخته‌های اولیه در کریستال، و جمع روی k شامل تمام مقادیر k در ناحیهٔ بریلوئن است.

## آزادی پیمانه‌ای
نظریّهٔ توابع وانییر با وجود آزادی پیمانه‌ای موجود در تابع موج پیچیده‌تر می‌شود. معادله موج بلوخ را که در آن این پیمانه ظاهر شده است، می‌توان به شکل زیر نشان داد:
{\displaystyle |{\tilde {\psi }}_{n\mathbf {k} }\rangle =e^{i\phi _{n}(\mathbf {k} )}|\psi _{n\mathbf {k} }\rangle =e^{i\phi _{n}(\mathbf {k} )}u_{n\mathbf {k} }(\mathbf {r} )e^{i\mathbf {k} .\mathbf {r} }}
و این هم ارز است با
{\displaystyle |{\tilde {u}}_{n\mathbf {k} }\rangle =e^{i\phi _{n}(\mathbf {k} )}|u_{n\mathbf {k} }\rangle =e^{i\phi _{n}(\mathbf {k} )}u_{n\mathbf {k} }(\mathbf {r} )}
که در آن {\displaystyle \phi _{n}(\mathbf {k} )} می‌تواند هر تابع دوره‌ای در فضای وارون باشد. اگر بخواهیم دقیق‌تر باشیم شرط زیر برای هر G به عنوان بردار انتقال شبکه وارون و {\displaystyle \Delta {\mathbf {R} }} به عنوان بردار شبکه فضای حقیقی برقرار است.
{\displaystyle \phi _{n}(\mathbf {k} +G)=\phi _{n}(\mathbf {k} )+G\Delta {\mathbf {R} }}
به این ترتیب {\displaystyle \phi _{n}} امکان یک جابجایی به اندازه ضرب یک عدد صحیح در {\displaystyle {\frac {2\pi }{G}}} را می‌دهد و نیز {\displaystyle \Delta \mathbf {R} } انتقال حاصل در تابع وانییر را نشان می‌دهد. یک پیمانه نرم به شکلی تعریف می‌شود که در تمامی‌ها،{\displaystyle \nabla _{\mathbf {k} }|u_{n\mathbf {k} }\rangle } خوش تعریف باشد. ازاین‌رو با فرض یک پیمانه نرم برای تابع بلوخ در سمت راست معادلات فوق، می‌توان به یک تابع وانییر جایگزیده در سمت چپ رسید. این تبدیل فوریه را می‌توان این‌گونه معنا کرد که نرم‌تر بودن اجزا در فضای وارون، جایگزیدگی بیشتر در فضای حقیقی را نتیجه می‌دهد. عکس این قضیه هم صادق است؛ به عبارتی اگر تابع در فضای معکوس جایگزیده باشد در اثر بسط فوریه یک تابع گسترده در فضای حقیقی خواهیم داشت.
این ادراک که آزادی پیمانه‌ای معادلات فوق در توابع وانییر انتشار می‌یابد، بسیار مهم بوده و به این معناست که انتخاب پیمانه‌های نرم مختلف موجب به دست آمدن مجموعه توابع وانییر مختلفی می‌شود که در شکل و همین‌طور این گستردگی توابع بروز می‌کند. از این رو می‌توان گفت توابع وانییر نایکتایی بیشتری نسبت به توابع بلوخ دارند که صرفاً درونشان یک تغییر فاز روی داده است. به عبارت دیگر، ضرب کردن تابع بلوخ در یک عامل فاز تأثیری در ویژگی‌های الکترونی ندارد، امّا روی تابع وانییر منتج از توابع بلوخ تأثیر می‌گذارد و بر این موضوع تأکید می‌شودکه در معادله شرودینگر برای انتخاب پیمانهٔ اوربیتال‌های بلوخ هیچ ترجیحی وجود ندارد. آزادی پیمانه‌ای فرصتی را فراهم می‌کند تا بدون تغییر خواص فیزیکی سیستم بتوان توابع وانییر جایگزیده‌تری پیدا کرد. این ایده برای اوّلین بار توسط مارزاری و واندربیلت در سال ۱۹۹۷ مطرح شد و منجر به تولید توابع بیشینه جایگزیده گردید.